# 풍나라
풍(酆)은 주나라의 제후국이다.

## 역사
풍 땅은 상나라 숭후호(崇侯虎)의 땅으로, 주 문왕이 숭을 멸한 뒤 풍읍(酆邑)을 만들었다. 주 무왕이 그의 17째 동생을 풍후(酆侯)로 봉하여 나라가 세워졌다. 주 성왕 19년에 성왕이 풍후를 축출하니 봉국이 끊어져 망했다. 《노사(路史)·국명기기(國名紀己)》의 해석에 따르면 풍은 초나라의 풍읍이며, 곧 《속한서(續漢書)·군국지(郡國志)》에 있는 남양군(南陽郡) 석현(析縣) 풍향성(豐鄕城)이 이곳으로 풍은 현재의 장쑤성 쉬저우시 펑현이라고 한다. 《금본죽서기년》에는 "성왕 19년, 풍후(酆侯)를 축출하니 이로부터 봉국이 끊어졌다. 풍후는 음주를 좋아하여 취하면 난잡하게 절도를 잃었기 때문에 성왕이 폐출하고 나라를 끊은 것이다."라고 되어 있다.

## 위치
고동고의 《춘추대사표(春秋大事表)·5(五)》에 "풍(酆)은 상나라 숭후호(崇侯虎)의 땅으로, 주 문왕이 숭을 멸한 뒤 풍읍(酆邑)을 만들었고, 주 무왕이 그의 동생을 풍후(酆侯)로 봉했다."라고 나와 있다. 풍읍은 현재의 산시성 산양현에 위치하며, 주나라 원래의 수도였던 풍경(豐京)이 아니다.